# Iurie Roșca
Iurie Roșca (ur. 31 października 1961 w Telenești) – mołdawski polityk i dziennikarz, deputowany i wicepremier.

## Życiorys
Ukończył w 1985 studia dziennikarskie na Państwowym Uniwersytecie Mołdawskim. Następnie pracował w dzienniku „Tinerimea Moldovei” oraz w mołdawskiej telewizji. W 1988 był członkiem grupy inicjatywnej, która utworzyła Demokratyczny Ruch na rzecz Pieriestrojki, a następnie Front Ludowy Mołdawii. W latach 1989–1992 był przewodniczącym najpierw rady wykonawczej frontu, następnie do 1992 Chrześcijańsko-Demokratycznego Frontu Ludowego, partii, w którą przekształciła się organizacja. W 1994 uzyskał mandat deputowanego do Parlamentu Republiki Mołdawii z ramienia tejże organizacji. W tym samym roku stanął na czele swojego ugrupowania, od 1999 działającego pod nazwą Chrześcijańsko-Demokratyczna Partia Ludowa. Poselską reelekcję uzyskiwał w kolejnych wyborach w 1998, 2001 i 2005.
Początkowo głosił potrzebę pełnej rumunizacji Mołdawii, w tym żyjących w niej mniejszości etnicznych. W 1999 bez powodzenia ubiegał się o urząd mera Kiszyniowa, zajmując w wyborach trzecie miejsce z dwunastoprocentowym poparciem. W 2000 był jednym z głównym animatorów protestów, których uczestnicy sprzeciwiali się ustawie podnoszącej status języka rosyjskiego w Mołdawii (wprowadzającej jego obowiązkową naukę w szkołach) i opowiadali się za wypowiedzeniem traktatu mołdawsko-rosyjskiego; w protestach tych w Kiszyniowie brało udział od kilkuset do kilku tysięcy osób. Następnie wycofał się z poglądów panrumuńskich, opowiedział się za zachowaniem niepodległości Mołdawii.
Po wyborach w 2005 został wiceprzewodniczącym mołdawskiego parlamentu. Kierowani przez niego chadecy poparli prezydencką reelekcję komunisty Vladimira Voronina. W 2009 został wicepremierem w rządzie Zinaidy Greceanîi. W tym samym roku jego partia nie weszła do parlamentu. We wrześniu 2009 zakończył pełnienie funkcji rządowej. W 2011 odszedł ze stanowiska przewodniczącego partii chadeckiej.

## Życie prywatne
Oprócz ojczystego języka rumuńskiego posługuje się językami rosyjskim i francuskim. Był dwukrotnie żonaty. Z pierwszego małżeństwa z Larisą Roșcą, trwającego od 1980 do 2011, ma syna Ștefana oraz córki Ruxandę i Oanę. W 2013 ożenił się po raz drugi z dziennikarską Cristiną Guțu; związek ten po roku zakończył się rozwodem.